# Louis Couturat
Louis Couturat (ur. 17 stycznia 1868 w Ris-Orangis, Essonne, zm. 3 sierpnia 1914 w Melun, Seine-et-Marne) – francuski uczony: filozof, logik, matematyk oraz językoznawca, działacz społeczny. Znany m.in. ze swojego wkładu do języka Ido. Był pacyfistą.